# 1992 en littérature
| Années de la littérature : 1989 - 1990 - 1991 - 1992 - 1993 - 1994 - 1995    |
| Décennies de la littérature : 1960 - 1970 - 1980 - 1990 - 2000 - 2010 - 2020 |

Cet article présente les faits marquants de l'année 1992 en littérature.

## Évènements
- Howard Buten (Quand j'avais cinq ans je m'ai tué, 1981) accuse de plagiat Calixthe Beyala (Le Petit Prince de Belleville) pour une quarantaine de passages. En mai 1996, le TGI de Paris juge qu'il y a bien une « contrefaçon partielle ». Elle est également soupçonnée d'avoir repris des passages de Romain Gary (La Vie devant soi, 1975) et de Charles Williams (Fantasia chez les ploucs).

## Parutions

### Bande dessinée
Tous les albums de BD sorti en 1992

### Essais
1. Luc Ferry, Le Nouvel Ordre écologique.
2. Alain Mamou Mani, 'La vie en vert. Le mariage de l'écologie et de l'économie, éd. Payot avec Chantal Mamou-Mani.
3. Tenzin Gyatso (14e Dalaï Lama), Le Sens de la vie : Réincarnation et Liberté.
4. Dorothée Koechlin de Bizemont, L'Univers d'Edgar Cayce. Les Esprits de la Nature. La réincarnation comme clé de l'Histoire : les Marches de l'Est (Alsace, Lorraine, Suisse). La fonction thérapeutique des aliments, éd. Robert Laffont / Les Énigmes de l'Univers.
5. Marc-Édouard Nabe, L'Âge du Christ, éditions du Rocher, 133 p.
6. Marc-Édouard Nabe, Petits riens sur presque tout, éditions du Rocher, 222 p.
7. Marc-Édouard Nabe, Rideau, éditions du Rocher, 252 p.
8. Raoul Vaneigem, Traité de savoir-vivre à l'usage des jeunes générations, éd. Gallimard / Folio, 384 pages.
9. Monique Wittig, La Pensée straight, Balland « Le Rayon » - rééd. éditions Amsterdam.

#### Histoire
1. Serge Lancel (archéologue) : Carthage, éd. Fayard, juin, 525 pages,  (ISBN 978-2-213-02838-5).
2. Robert Hébras : Oradour-sur-Glane, le drame heure par heure (1re édition).
3. Christiane Éluère : L'Europe des Celtes, coll. « Découvertes Gallimard » (no 158), éd. Gallimard.

#### Politique
1. Serge Berstein (direction), Odile Rudelle, Le Modèle républicain, éd. Presses universitaires de France, 432 pages.
2. Jean-Louis Curtis, La France m'épuise, éd. Flammarion.
3. Jean Levy, Le Dossier Georges Albertini, une intelligence avec l’ennemi, éd. L’Harmattan.

### Livres d'Art et sur l'Art
1. Jean Clair : Le Nez de Giacometti, éd. Gallimard.

### Poésie
1. Jean-Michel Maulpoix, Une histoire de bleu, Mercure de France.

### Publications
1. Jean-Marie Pelt : Au fond de mon jardin, éd. Fayard.

### Romans
Tous les romans parus en 1992

#### Auteurs francophones
1. Calixthe Beyala, Le Petit Prince de Belleville, éd. Albin Michel.
2. Jean Echenoz, Nous trois, Les Éditions de Minuit
3. Patrick Grainville, Colère, éd. du Seuil.
4. Jacques Mazeau, Le Retour de Jean, éd. La Table Ronde.
5. Marc-Édouard Nabe, Visage de Turc en pleurs, Gallimard, coll. L'infini, 226 p.
6. Amélie Nothomb, Hygiène de l'assassin (premier roman), éd. Albin Michel.
7. François Nourissier, Le Gardien des ruines, éd. Grasset & Fasquelle.
8. Alain Vigner, L'Arcandier, éd. Le Cherche midi.
9. François Weyergans, La Démence du boxeur, éd. Grasset (septembre), prix Renaudot 1992.

#### Auteurs traduits
1. Mia Couto (mozambicain), Terre somnambule (Terra Sonâmbula) (premier roman), éd. Albin Michel, 256 pages.
2. Aris Fakinos, La Citadelle de la mémoire, éd. Fayard.
3. Robert Harris (britannique), Fatherland (Le Sous-marin noir).
4. Ismail Kadaré, La Pyramide, traduit par Jusuf Vrioni.
5. Vassili Peskov (russe), Ermites dans la taïga.
6. Luis Sepúlveda (chilien), Le Vieux qui lisait des romans d'amour (Un viejo que leía novelas de amor), traduit par François Maspero, éd. Métailié.
7. Alexandre Soljenitsyne (russe), Mars dix-sept (tome 1), Fayard.
8. Danielle Steel (américaine) :
  1. Album de famille (Family Album).
  2. Coups de cœur (Heartbeat).
  3. Kaléidoscope (Kaleidoscope).
  4. Secrets.
  5. Un si grand amour (No Greater Love).
  6. Une autre vie (Changes).

#### Livres pour la jeunesse
1. Louis Émond, Taxi en cavale, éd. Pierre Tisseyre.
2. Nancy Huston (avec Léa Huston et Willi Glasauer), Véra veut la vérité.

### Nouvelles
1. Alain Spiess (1940-2008) : Hiver (second recueil), éd. Critérion.

## Principales naissances
- 1er février : Boris Bergmann, auteur de Viens là que je te tue ma belle, 2007.
- 20 février : Marien Defalvard, écrivain français.
- 7 juin : Roukiéta Rouamba, écrivaine burkinabée.
- 30 octobre : Édouard Louis, écrivain français.

## Principaux décès
- 19 février : Vladimir Pozner, écrivain français, mort à 87 ans.
- 6 avril : Isaac Asimov, écrivain américain, mort à 72 ans.
- 19 juillet : Alan E. Nourse, écrivain américain, mort à 63 ans.
- 22 juillet : Reginald Bretnor, écrivain américain, mort à 80 ans.
- 4 septembre : Luis Cardoza y Aragón, poète, essayiste, critique d'art, éditeur et diplomate guatémaltèque (° 21 juin 1901).
- 5 septembre : Fritz Leiber, écrivain américain de fantasy et de science-fiction, mort à 81 ans.
- 18 septembre : Nikolaï Zadornov, écrivain soviétique, mort à 82 ans (° 5 décembre 1909).
- 17 novembre : Audre Lorde, essayiste et poétesse américaine, morte à 58 ans (° 18 février 1934).